# A házinyuszi
A házinyuszi 2008-ban bemutatott romantikus vígjáték, főszereplője Anna Faris, rendezője Fred Wolf. 
2008. október 9-én debütált Magyarországon.
A történetben Shelley Darlingson a Playboy villában luxus életet él nyuszi lányként, amikor egy nap el kell hagyni a villát. Az immár ex nyuszi lánynak nincs hová menni mindaddig, amíg nem találkozik a Zéta diákszövetség lányaival, akiknek otthonuk megtartása forog kockán és pont egy talpraesett szexi csajra van szükségük, aki ráncba szedi őket.

## Történet
|  | Alább a cselekmény részletei következnek! |

Shelley Darlingson (Anna Faris) playboy nyusziként luxus életet él a Playboy villában. Egy nap eljön Shelley huszonhetedik születésnapja. Amikor felébred, kap egy levelet látszólag Hugh Hefnertől (később kiderül, hogy a levelet egy playboy nyuszitól kapta, aki féltékeny volt rá) amelyben megkéri, hogy Shelley csomagolja össze a holmiját és költözzön ki a villából. Az egykori nyuszi lány, aki történetes a botlásairól ismert, ahogy elhagyja a villát rögtön bajba keveredik és az éjszakát a börtönben tölti. Miután másnap kiengedik, rögtön megpillant egy lány bandát, akik szépek és szórakozottak akárcsak ő, így rögtön követi őket. A lányok nagy luxusba élnek, így megkéri őket, hogy csatlakozhasson hozzájuk nem tudva, hogy ők egy lánykollégium lakói (Phi iota Mu), de mivel Shelley nem diák így rögtön visszautasítják.
Ez után tudomására jut, hogy minden kollégium lakóinak van egy háziasszonya, és az egyik csoportnak pont szüksége van egyre. Így hát meglátogatja a háziasszony nélkül maradt leánycsoportot, a Zétákat. Sajnos nem azt a luxust látta náluk, mint az előző csoportnál. A Zéta ház tagjai rosszul öltözöttek és szociálisan ügyetlenek. Shelley ennek ellenére felajánlja, hogy a háziasszonyuk lesz, amit kezdetben elutasítanak, majd később látják, hogy a playboy nyuszi nagyon vonzza a fiúkat így a Zéták meggondolják magukat és megteszik házasszonnyá. Amikor megismeri, a Zétásokat kiderül, hogy nincs elég lakója a háznak, és ha hamarosan nem találnak, akkor elárverezik. Első lépésként kocsit mosnak, a pénz szerzés reményében, amikor egy csapat fiú jelenik meg körülöttük. Az egyik fiú Colby (Tyson Ritter) is köztük van, aki Natalienak nagyon tetszik. Amint beszédbe elegyednek egymással Natalie nem tesz jó benyomást és kínos helyzetbe hozza magát a fiú előtt. Kocsi mosás közben Shelley találkozik egy önzetlen, okos sráccal, Oliverrel (Colin Hanks), aki az idősek otthonába dolgozik.
Miután a nyuszi lány látta, hogy a lányok nem igazán boldogultak jól úgy döntött, hogy átadja tudását a lányoknak. Elviszi őket fodrászhoz, megtanítja őket pasizni, sminkelni, öltözködni, tudását átadva a Zétásoknak, címlapra illő hölgyeket varázsolt belőlük. A lányok eldöntik, hogy maximalizálják a népszerűségüket egy buli keretében, ami oltárian sikerül. Ezután Shelleynek alkalma nyílik randizni Oliverrel. Minden létező kacér taktikáját beveti, és nagy meglepődésére látja, hogy ennél srácnál ez nem válik be. Shelley szeretné lenyűgözni a fiút a következő alkalommal, így iskolapadba ül és beleveti magát a tanulásba. A randi Shelley bánatára azonban balul sül el. Miközben a Zétákhoz tart hazafelé, kap egy telefonhívást Hugh Hefnertől amiben arra kéri, hogy menjen vissza a villába és legyen ő Miss November a Playboyban, ugyanis kiderült az igazság a levéllel kapcsolatban. Shelley azonban úgy dönt, hogy nem él a lehetőséggel, mert nem akarja cserbenhagyni a lányokat. Eközben a Zéta lányok rájönnek, hogy mennyire megváltoztak és emiatt igazságtalanul Shelleyt okolják (figyelmen kívül hagyva azt a tényt, hogy ő a Zéták vezetője).
Miután a lányok ezt közölték Shelleyvel, hogy őt hibáztatják, úgy dönt, visszatér a Playboy villába. Eközben a lányok próbálnak harminc lakót szerezni a Zéta házba, hogy ne árverezzék el a házukat. A kampány során Natalie és Corby végre egymásra találnak, és egy párt alkotnak. Lilly (Kiely Williams) a postára tartva a jelölteknek szánt meghívóval, találkozik egy helyes sráccal aki flörtölni kezd vele. Amíg a fiú szándékosan eltereli a lány figyelmét, Ashley (Sarah Wright) kidobja a meghívókat a kukába és helyette hamis leveleket ad fel a postára. Miután Lillynek feltűnik, hogy eltűntek a levelek, a postán a feladópultnál a dolgozó közli, hogy már feladta a leveleket. Lilly mit sem sejtve hazaindul a Zéta lányokhoz. A tárgyalás napján a lányok várják az új lakókat, de senki sem jön el, időközben rájöttek, hogy átverték őket és a levelek nem lettek kiküldve.
Shelley a Miss November fotózás alatt rájön, hogy rosszul döntött, hogy eljött, mert neki már rég nem a villa, hanem a Zéta ház az otthona. Miközben Shelley meglépi ezt a lépést, a Zéta lányok már a fotózás előtt várják, mert rájöttek, hogy igazságtalanok voltak az immár újra exnyuszilánnyal. A lányok elpanaszolják Shelleynek a történteket és rögtön a tárgyalásra rohannak. Shelley a tárgyaláson őszinte beszédet mond arról, hogy a Zéta lányok megtanították őt arra, hogy fogadja el magát és arra, hogy tudjon szeretni és nem csak a külső fontos, annál sokkal fontosabbak a belső értékek és az igaz barátság. A beszéd után Shelley arra kéri az embereket, hogy csatlakozzon harminc ember a Zétákhoz, hogy a házat megmenthessék. Ez így is lett, összejött a harminc ember, így a Zéta ház továbbra is fent tudott maradni. Ezután kiderült, hogy Natalie felvette a kapcsolatot Oliverrel, Shelley érdekében. Shelley találkozik Oliverrel és végül úgy döntenek, hogy újrakezdik kapcsolatukat. A film egy nagy Zétás bulival záródik.
|  | Itt a vége a cselekmény részletezésének! |

## Szereplők
| Színész              | Szerep             | Magyar hang        |
| -------------------- | ------------------ | ------------------ |
| Anna Faris           | Shelley Darlingson | Vadász Bea         |
| Colin Hanks          | Oliver Hauser      | Elek Ferenc        |
| Emma Stone           | Natalie Sandler    | Nemes Takách Kata  |
| Kat Dennings         | Mona Rita          | Csuja Fanni        |
| Dana Goodman         | Carrie Mae         | Balla Eszter       |
| Katharine McPhee     | Harmony Bowels     | Zsigmond Tamara    |
| Rumer Willis         | Joanne Davis       |                    |
| Kiely Williams       | Lilly Marsen       |                    |
| Kimberly Makkouk     | Tanya              |                    |
| Sarah Wright         | Ashley             | Ruttkay Laura      |
| Monet Mazur          | Cassandra          | Solecki Janka      |
| Beverly D’Angelo     | Mrs. Hagstrom      | Menszátor Magdolna |
| Christopher McDonald | Simmons dékán      | Rosta Sándor       |
| Tyson Ritter         | Colby Emmett       | Hamvas Dániel      |
| Owen Benjamin        | Marvin Dixon       | Takátsy Péter      |
| Rachel Specter       | Courtney           | Sánta Annamária    |
| Matt Barr            | Tyler              |                    |
| Tyler Spindel        | Steve              |                    |

### Cameoszerepek
| Színész             | Szerep        | Magyar hang      |
| ------------------- | ------------- | ---------------- |
| Hugh Hefner         | önmaga        | Cs. Németh Lajos |
| Justin Baldoni      | pincér        |                  |
| Allen Covert        | pincér        |                  |
| Dan Patrick         | rendőr        | Koncz István     |
| Nick Swardson       | Playboy fotós |                  |
| Holly Madison       | önmaga        |                  |
| Kendra Wilkinson    | önmaga        |                  |
| Bridget Marquardt   | önmaga        |                  |
| Shaquille O’Neal    | önmaga        |                  |
| Matt Leinart        | önmaga        |                  |
| Sara Jean Underwood | önmaga        |                  |

## Szinkronstáb
- Főcím, szövegek, stáblista felolvasása: Korbuly Péter
- Magyar szöveg: Heltai Olga, Kis Odett
- Hangmérnök: Tóth Péter Ákos
- Vágó: Simkóné Varga Erzsébet
- Gyártásvezető: Gelencsér Adrienne
- Szinkronrendező: Báthory Orsolya
- Szinkronstúdió: Mafilm Audio Kft.
- Megrendelő: Fórum Home Entertainment Hungary